# امعطفة (مكيراس)

تعديل مصدري - تعديل

امعطفة هي إحدى قرى عزلة مكيراس بمديرية مكيراس التابعة لمحافظة البيضاء، بلغ تعداد سكانها 60 نسمة حسب تعداد اليمن لعام 2004.